# Júlio Constâncio (cônsul em 335)
Júlio Constâncio (depois de 289 — setembro de 337) foi um político do Império Romano membro da dinastia constantiniana sendo ele um dos filhos do imperador Constâncio Cloro (r. 393–306) e sua segunda esposa Flávia Maximiana Teodora, filha adotiva de Maximiano. Ele teve dois irmãos, Dalmácio, o Censor e Hanibaliano, e três irmãs, Constância, Anastásia e Eutrópia. Constantino (r. 306–337) foi seu meio-irmão já que o mesmo era filho de Constâncio e Helena. Apesar deste parentesco ilustre, Júlio Constâncio nunca foi imperador ou coimperador; Constantino, no entanto, deu-lhe o título de patrício.

## Biografia
Júlio Constâncio casou-se duas vezes. Com sua primeira esposa, Gala, irmã dos cônsules Vulcácio Rufino e Nerácio Cereal, ele teve dois filhos e uma filha. O mais velho, cujo nome não é registrado. Seu segundo filho, Constâncio Galo, foi nomeado como césar por seu primo Constâncio II. Sua filha cujo nome é desconhecido foi a primeira esposa de Constâncio II. Foi proposto que Gala e Júlio tiveram outra filha, nascida entre 324-331 e casada com Justo, mãe de Justina cuja filha, esposa de Teodósio I (r. 378–395), foi chamada Gala.
Após a morte de sua esposa, Júlio Constâncio casou-se com uma mulher grega, Basilina, a filha do prefeito do Egito Júlio Juliano. Basilina deu a ele outro filho, o futuro imperador Juliano, o Apóstata (r. 361–363), mas morreu antes de seu marido, em 332/333. Nada é conhecido sobre outros casamentos de Júlio Constâncio, mas desde que as fontes sobre ele são bastante pobres, outros casamentos são, naturalmente, não excluíveis. Alegadamente na instigação de sua madrasta Helena, Júlio Constâncio não viveu inicialmente na corte de seu meio-irmão, mas junto com Dalmácio e Hanibaliano em Tolosa, na Etrúria, local de nascimento de seu filho Galo, e em Corinto. Depois, foi chamado a Constantinopla e foi capaz de construir um bom relacionamento com Constantino.
Constantino favoreceu seu meio-irmão nomeando-o patrício e cônsul no ano de 335 junto com Ceiônio Rúfio Albino. Ele também foi nomeado nobilíssimo com seus sobrinhos Dalmácio e Hanibaliano e após a morte do imperador em 337, compartilhou o poder com seus filhos. Contudo, vários varões da dinastia foram mortos, entre eles Constâncio (cuja propriedade foi confiscada) e seu filho mais velho de nome desconhecido; seus dois filhos mais novos sobreviveram, porque à época ainda eram crianças, e mais tarde foram elevados à categoria de coimperador e imperador.